# Exetastes madecassus
Exetastes madecassus là một loài tò vò trong họ Ichneumonidae.